# 第43回国民体育大会
第43回国民体育大会（だい43かいこくみんたいいくたいかい）は1988年に開催された国民体育大会である。前大会をもって国体の開催都道府県が全国を一巡し、本大会より二巡目に入る。今大会より大幅に改革し、成年競技を2部制とし、デモンストレーションとしてのスポーツ行事も初めて実施された。
なお、昭和天皇の容態が悪化したため、秋季大会の開会式には当時の浩宮徳仁親王がそれぞれ臨席した。

## 国体改革
二巡目に入るにあたり、国民総参加を柱とする改革を行った。
- 毎年開催、都道府県対抗形式（従来通り）
- 成年2部を設ける。ただし2部への参加は1回限りとする。
- 中学生の参加を認める。（フィギュアスケート・陸上競技・水泳・体操のみ）
- デモンストレーションのスポーツ行事を実施することができる。

## 大会概要
| 季    | 期間                      | 開催地                 | 競技数 | 参加者数 |
| ----- | ------------------------- | ---------------------- | ------ | -------- |
| 冬    | 1988年1月27日 - 1月30日   | 群馬県伊香保町・前橋市 | 2      | 2,077    |
| 冬    | 1988年2月23日 - 2月26日   | 岩手県安代町           | 2      | 2,073    |
| 夏    | 1988年9月4日 - 9月7日     | 京都府（6市町村）      | 5      | 5,180    |
| 秋    | 1988年10月15日 - 10月20日 | 京都府                 | 33     | 20,431   |
| 合 計 | 合 計                     | 合 計                  | 42     | 29,761   |

## 冬季大会

### スケート競技会・アイスホッケー競技会
第43回国民体育大会冬季大会スケート競技会・アイスホッケー競技会は、1月27日から1月30日を会期として群馬県伊香保町 (現渋川市)、前橋市で開催された。テーマは「伊香保国体」。スローガンは「銀盤に結ぶ友情　若い風」。

#### 実施競技・会場一覧
| 競技名                 | 競技名                 | 競技名 | 会場地              | 会場                                 |
| ---------------------- | ---------------------- | ------ | ------------------- | ------------------------------------ |
| スケート               | スピード（詳細）       |        | 伊香保町 (現渋川市) | 伊香保ハイランドスケートセンター     |
| スケート               | フィギュア（詳細）     |        | 前橋市              | 群馬県総合体育センター屋内スケート場 |
| アイスホッケー（詳細） | アイスホッケー（詳細） |        | 伊香保町 (現渋川市) | 伊香保ハイランドスケートセンター     |

### スキー競技会
第43回国民体育大会冬季大会スキー競技会は、2月23日から2月26日を会期として岩手県安代町 (現八幡平市)で開催された。テーマは「岩手あしろ国体」。スローガンは「北風に耐えて鍛えて明日に飛べ」。

#### 実施競技・会場一覧
- スキー: 岩手県安代町 安比高原スキー場
- バイアスロン: 岩手県安代町 田山バイアスロン競技会場

## 夏季・秋季大会

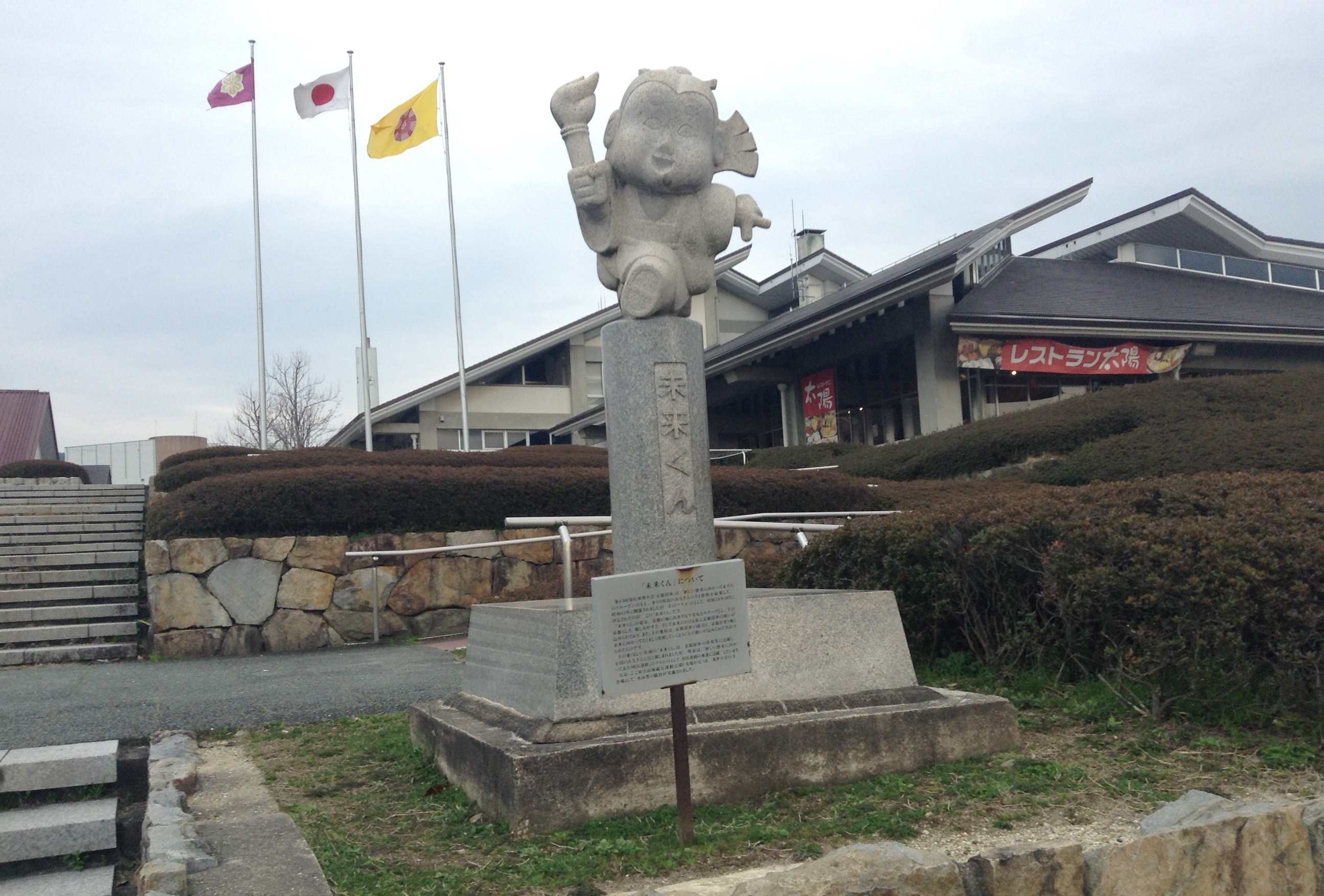
京都府立山城総合運動公園内に設置されている国体マスコットの石像

### テーマ・スローガン
夏季・秋季大会
- テーマ: 京都国体
- スローガン: 新しい歴史に向かって走ろう

### 実施競技と会場
夏季大会
- 水泳 - 宇治市、京都市・府立山城総合運動公園水泳場
- 漕艇 - 舞鶴市・舞鶴漕艇場
- ヨット - 宮津市・府立ヨットハーバー
- カヌー - 久美浜町、和知町・由良川カヌー競技場 他
- ボウリング - 京都市・しょうざんボウル 他

秋季大会
- 陸上 - 京都市・西京極総合運動公園陸上競技場
- サッカー - 久御山町、宇治市・府立山城総合運動公園陸上競技場 他
- テニス（庭球） - 京都市・西院公園テニスコート 他
- ホッケー - 丹波町、瑞穂町・府立丹波自然運動公園陸上競技場 他
- ボクシング - 井手町・府立山城勤労者福祉会館
- バレーボール - 福知山市、舞鶴市、綾部市・三段池公園総合体育館 他
- 体操 - 向日市・市民体育館
- バスケットボール - 京都市、八木町、亀岡市・府立体育館 他
- レスリング - 弥栄町、丹後町・丹後町民体育館 他
- ウエイトリフティング - 岩滝町・町民体育館 他
- ハンドボール - 八幡市、田辺町・八幡市民スポーツ公園多目的広場 他
- 自転車 - 向日市、京都市、京北町、美山町・市競輪場 他
- ソフトテニス（軟式庭球） - 福知山市・三段池公園テニスコート
- 卓球 - 宮津市・市民体育館
- 軟式野球 - 宮津市、大宮町、野田川町、加悦町・宮津運動公園市民球場 他
- 相撲 - 京都市・府立伏見港公園総合体育館
- 馬術 - 久御山町、宇治田原町・京都府馬術競技場 他
- 柔道 - 城陽市・市民体育館
- ソフトボール - 宇治市、精華町、山城町、加茂町、和束町・府立山城総合運動公園第一野球場 他
- フェンシング - 大山崎町・町体育館
- バドミントン - 長岡京市・西山公園体育館
- 弓道 - 綾部市・総合運動公園弓道場 他
- ライフル射撃 - 京都市、園部町・府警察射撃場 他
- クレー射撃 - 京北町・府射撃場
- 剣道 - 京都市・武道センター
- ラグビーフットボール - 京都市、亀岡市・宝が池球技場 他
- 山岳 - 京都市、京北町・京都北山山域 他
- 空手道 - 宇治田原町・住民体育館
- 銃剣道 - 福知山市・（財）京都府体育協会附属長田野体育館
- アーチェリー - 日吉町・胡麻総合運動広場
- なぎなた - 木津町・中央体育館
- 高校野球（硬式） - 京都市・西京極総合運動公園野球場
- 高校野球（軟式） - 舞鶴市・舞鶴球場
- スポーツ芸術 - 京都市・京都会館第1ホール 他

## 総合成績

### 天皇杯
- 1位 - 京都府
- 2位 - 東京都
- 3位 - 大阪府

### 皇后杯
- 1位 - 京都府
- 2位 - 東京都
- 3位 - 大阪府

## テレビ中継
- NHK教育テレビの他、地元民放KBS京都が開催1年前の1987年から国体を盛り上げるための企画番組を放映。更に本番期間中にも連日2-3時間に渡る録画ダイジェストを放映した。